# Jean Marquet

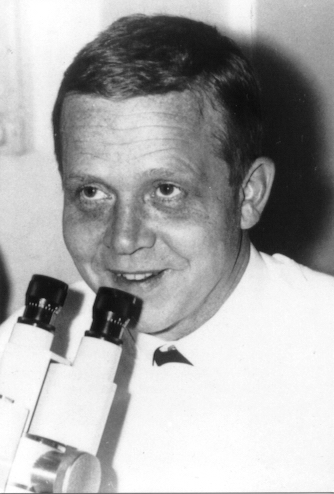
Jean Marquet

Jean Fernand Edouard baron Marquet (Berchem, 18 februari 1928 – aldaar, 18 maart 1991) was hoogleraar aan de Universitaire Instelling Antwerpen.

## Biografie
Marquet was een zoon van advocaat Fernand Edmond Jean Marie Marquet en Marie Sylvie Gustavine Froidbise. In 1956 studeerde Marquet af als neus-, keel- en oorspecialist aan de Katholieke Universiteit Leuven. Tussen 1959 en 1972 ontwikkelde hij als eerste de methode voor de transplantatie van gehoorbeentjes en trommelvliezen. In 1972 werd hij benoemd tot hoogleraar NKO aan de Universitaire Instelling Antwerpen (UIA). Hij was ook verbonden aan de universiteit van Nijmegen en secretaris-generaal van de International Federation of Oto-Rhino-Laryngological Society. Hij lag samen met Stefaan Peeters aan de basis van de cochleaire implant "LAURA". 
In 1988 ontving hij de Humanitasprijs van de provincie Antwerpen. Op 20 december 1989 werd hij verheven in de Belgische adel met de titel van baron overgaand bij eerstgeboorte. Hij was voorts commandeur in de Kroonorde en ridder in de Leopoldsorde.
Marquet trouwde in 1955 met Viviane Leclef (1932) met wie hij vier kinderen kreeg. Zijn oudste zoon Olivier (1957) was algemeen directeur van Triodos Bank en van  UNICEF in België.